# ア・ハンドレッド・デイズ・オフ
ア・ハンドレッド・デイズ・オフ(A Hundred Days Off)は、アンダーワールドのアルバム。発売は2002年9月4日(日本先行発売。イギリスは2002年9月16日)。ダレン・エマーソンが抜けて再びデュオになって最初のアルバムでもある

## 収録曲
全曲、Rick Smith/Karl Hyde作曲
1. Mo Move
2. Two Months Off
3. Twist
4. Sola Sistim
5. Little Speaker
6. Trim
7. Ess Gee
8. Dinosaur Adventure 3D
9. Ballet Lane
10. Luetin